# Robert Pecl
Robert Pecl (ur. 15 listopada 1965 w Wiedniu) – austriacki piłkarz grający na pozycji obrońcy.

## Kariera klubowa
Karierę piłkarską rozpoczął w Rapidzie Wiedeń. W 1986 roku zadebiutował w austriackiej Bundeslidze, a od sezonu 1987/1988 był podstawowym zawodnikiem zespołu. Swoje pierwsze sukcesy z Rapidem osiągnął w 1987 roku, gdy wywalczył mistrzostwo kraju oraz zdobył Puchar Austrii (2:0 i 2:2 w finale ze Swarovskim Tirolem) i Superpuchar Austrii. W 1988 roku ponownie wywalczył mistrzostwo i superpuchar kraju. W 1995 roku zdobył swój drugi Puchar Austrii, ale w wygranym 1:0 finale z DSV Leoben nie grał. Od 1992 do 1995 roku pełnił funkcję kapitana Rapidu. W sezonie 1994/1995 doznał ciężkiej kontuzji, przez którą był zmuszony zakończyć karierę. W Bundeslidze austriackiej rozegrał 189 meczów i strzelił 15 goli.
| Sezon   | Klub         | Kraj    | Rozgrywki  | Mecze | Bramki |
| ------- | ------------ | ------- | ---------- | ----- | ------ |
| 1986/87 | Rapid Wiedeń | Austria | Bundesliga | 14    | 0      |
| 1987/88 | Rapid Wiedeń | Austria | Bundesliga | 31    | 1      |
| 1988/89 | Rapid Wiedeń | Austria | Bundesliga | 25    | 2      |
| 1989/90 | Rapid Wiedeń | Austria | Bundesliga | 22    | 1      |
| 1990/91 | Rapid Wiedeń | Austria | Bundesliga | 19    | 3      |
| 1991/92 | Rapid Wiedeń | Austria | Bundesliga | 23    | 3      |
| 1992/93 | Rapid Wiedeń | Austria | Bundesliga | 24    | 2      |
| 1993/94 | Rapid Wiedeń | Austria | Bundesliga | 15    | 3      |
| 1994/95 | Rapid Wiedeń | Austria | Bundesliga | 16    | 0      |

## Kariera reprezentacyjna
W reprezentacji Austrii zadebiutował 14 maja 1987 roku w przegranym 0:2 spotkaniu eliminacji do Euro 88 z Hiszpanią. W 1990 roku został powołany do kadry na Mistrzostwa Świata we Włoszech. Tam był podstawowym zawodnikiem i wystąpił w 3 spotkaniach grupowych: z Włochami (0:1), Czechosłowacją (0:1) i ze Stanami Zjednoczonymi (2:1). Od 1987 do 1993 roku rozegrał w kadrze narodowej 31 spotkań i zdobył jednego gola.